# Stargarder Arm

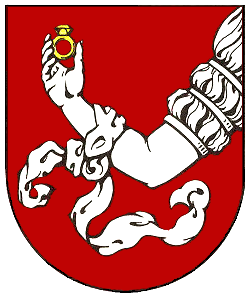
Wappen der Herrschaft Stargard

Stargarder Arm ist in der Heraldik eine feststehende Bezeichnung für eine Wappenfigur, welche für die Herrschaft Stargard verwendet, jedoch oft verwechselt wurde.
Ledebur beschreibt 1842 den Fehler in seinen Streifzügen durch die Felder des königlich Preußischen Wappens auf Seite 119 wie folgt: „Dass man das Wappen der Grafschaft Schwerin mit dem der Herrschaft Stargard verwechselt, nämlich das Rot und Gold quergeteilte Feld Schwerins irrig auf Stargard, den Stargarder Arm mit Ring dagegen wieder auf Schwerin bezogen hat, ist ein im Jahre 1708 aus dem Mecklenburgischen in das Preußische Wappen übergegangener, oft gerügter Fehler, der bis in das 16. Jahrhundert zurückzuverfolgen ist, und seinen Grund in der irrigen Voraussetzung hat, dass der Plan sowohl des fünffeldrigen als des siebenfeldigen Mecklenburgischen Wappens nach der Titelordnung zu deuten sei.“
Die Titelordnung wich oft von der Wappenordnung ab und barg dadurch Fehler in der Wappenbeschreibung.
Die Beschreibung eines Siegels ist: „Ein Arm mit einem weiblichen Puffärmel zur Bekleidung des Oberarms mit einer fliegenden Schleife um den Unterarm und einem Ring zwischen den Fingern“.(Mecklenburgischen Altertums-Gesellschaft)
Die Beschreibung des königlichen Wappens nach der Verordnung vom 9. Januar 1817 gibt dies Feld so an: „Im roten Feld ein aus dem linken Schildrand aus einer silbernen Wolke hervorgehenden in Silber geharnischter Arm, welcher einen goldenen Ring in den ein Edelstein gefasst ist, in der Hand hält.“
Verschiedene Beschreibungen erwähnen eine über den Arm gelegte Serviette, aber ohne Wolken.
Da es nie ein Adelsgeschlecht von Stargard, sondern nur eine Landschaft dieses Namens gegeben hat, ergibt sich schon hieraus, dass ein Wappenbild nur neueren Ursprungs sein kann. Unter dem Herzog Karl Leopold wurde aus Puffärmel und Schleife eine Wolke.
Die älteren Abbildungen aus dem 16. und 17. Jahrhunderts zeigen das Mecklenburgische Wappen, wo der Stargarder Schild auf Feld 3 einsortiert wurde und den weiblichen Arm mit Ring ohne Wolke zeigte. Im Großen Wappen Mecklenburgs (Feld 1 Herzogtum Mecklenburg: 2 Herrschaft Rostock; 3 Fürstentum Schwerin; 4 Fürstentum Ratzeburg; 5 Herrschaft Stargard; 6 Fürstentum Wenden; 7 Grafschaft Schwerin) zeigte das Feld 5 die Herrschaft Stargard.
Vergleiche bisher eingeführte irrigen Blasonierungsart mit der wahren. Darstellung des Unterschiedes zwischen Titelordnung und Bilderordnung im Wappen.
- Hauptschild (Titelordnung – Bilderordnung):
  - Feld 1: Herzogtum Mecklenburg – Herzogtum Mecklenburg
  - Feld 2: Fürstentum Wenden – Herrschaft Rostock
  - Feld 3: Fürstentum Schwerin – Fürstentum Schwerin
  - Feld 4: Fürstentum Ratzeburg – Fürstentum Ratzeburg
  - Feld 5: Grafschaft Schwerin – Herrschaft Stargard
  - Feld 6: Herrschaft Rostock – Fürstentum Wenden
- Mittelschild:
  - Herrschaft Stargard – Grafschaft Schwerin
- Helme:
  - Helm 1: Herzogtum Mecklenburg – Herzogtum Mecklenburg
  - Helm 2: Herrschaft Stargard – Grafschaft Schwerin
  - Helm 3: Fürstentum Wenden – Herrschaft Rostock
  - Helm 4: Fürstentum Schwerin – Fürstentum Schwerin
  - Helm 5: Fürstentum Ratzeburg – Fürstentum Ratzeburg

Eine andere Deutung des Wappenbildes, die Ledebur einem anonymen in der Mecklenburg-Güstrower Bibliothek aufbewahrten Text zuschreibt, bezieht sich auf die Eheschließungen (1524 und 1505) von zwei Herzögen von Mecklenburg. Herzog Albrecht VII. zu Mecklenburg (1486–1547) mit Anna (1507–1567), Tochter des brandenburgischen Kurfürsten Joachim l., und Heinrich V. (Mecklenburg) (1479–1552) mit Ursula von Brandenburg (1488–1510), Tochter des Kurfürsten Johann Cicero von Brandenburg. Dieser im Schild aus den Wolken hervorragende Arm bedeute, dass die Ehestiftung vom Himmel komme und der goldene Siegelring die eheliche Treue symbolisiert.

Neustrelitz
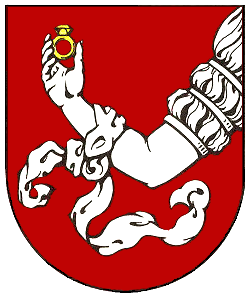
Fürstenberg/Havel und Herrschaft Stargard
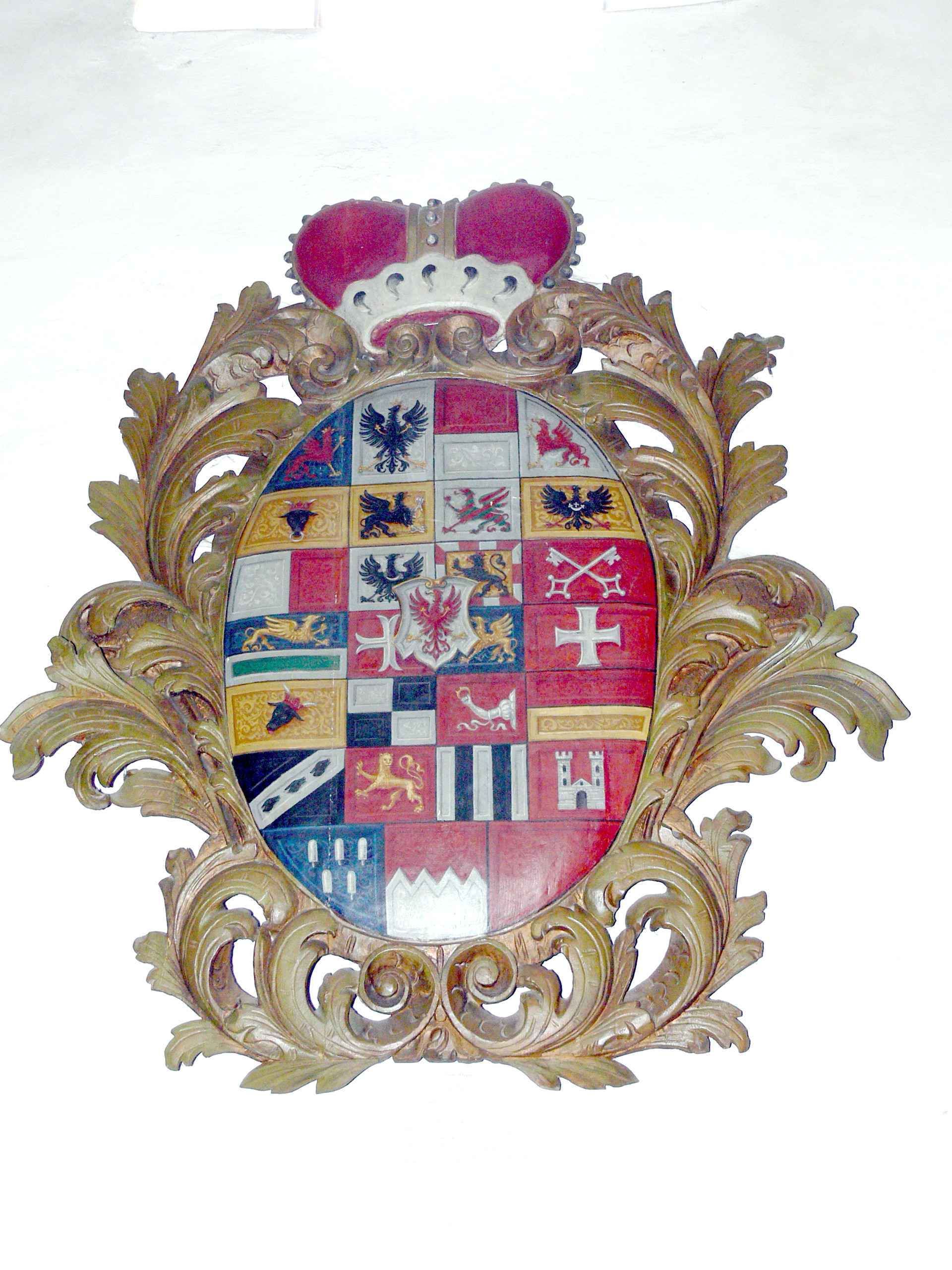
Beispiel für die Einordnung des Stargarder Armes in ein großes Wappen
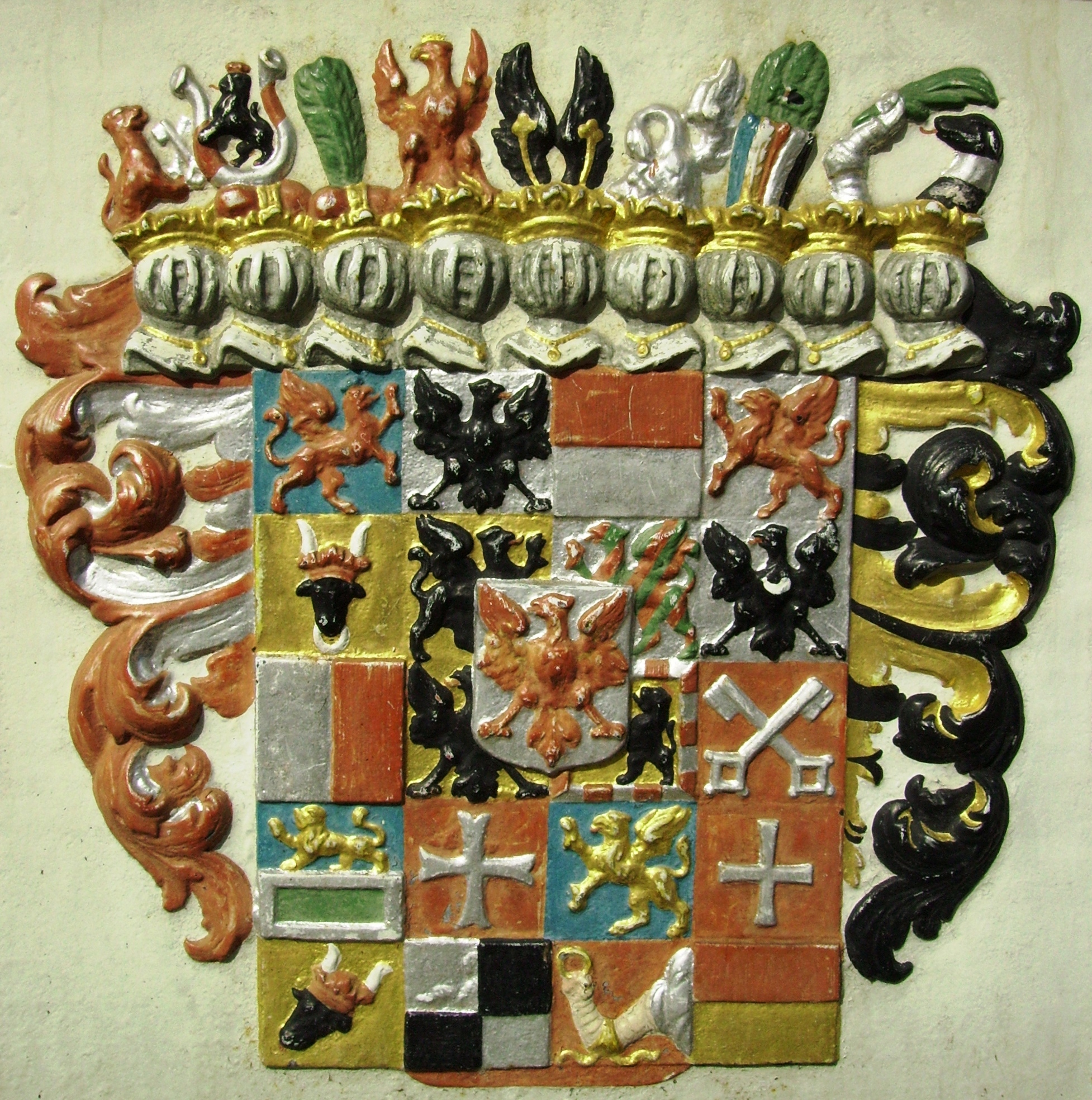
Wappen der Markgrafen von Ansbach und Bayreuth mit Einordnung des Stargarder Armes